# Edwin Booth
Edwin Booth (13. november 1833 – 7. juni 1893) var en amerikansk skuespiller og den første amerikanske skuespiller som slog igennem i Europa. Han optrådte i Shakespeares Hamlet og Macbeth. Han var søn af Junius Brutus Booth og bror til John Wilkes Booth, Abraham Lincolns morder.